# Laser atomico
Il laser atomico è un fascio di atomi emessi da un condensato di Bose-Einstein coerente e in movimento.
A differenza di un laser propriamente detto, un laser atomico è in grado di generare un'onda coerente di materia anziché un'onda elettromagnetica: tale onda, composta appunto di atomi, può essere mirata verso una destinazione specifica, o percorrere grandi distanze senza che i suoi elementi costitutivi si disperdano; inoltre, essendo affine come comportamento a un fascio di luce coerente, ha la proprietà di interferire con altri fasci simili.

## Storia
Il primo laser atomico fu creato nel 1997 da un team di ricerca guidato dal professor Wolfgang Ketterle del Dipartimento di Fisica del MIT, per mezzo di onde radio sincronizzate, capaci di invertire lo spin di atomi condensati di sodio. 
Nel 1998 il gruppo di studio guidato da Theodor Wolfgang Hänsch (Università di Monaco di Baviera) riuscì in un esperimento simile, con condensati di Rubidio.
Nello stesso periodo al NIST crearono laser atomici che potevano essere orientati in modo da far loro attraversare un foro ai lati del condensato.
Nel 1999 da Ketterle e David Pritchard al MIT, e in modo indipendente da Takahiro Kuga dell'Università di Tokyo, un laser atomico fu per la prima volta amplificato: sono stati aggiunti altri condensati a partire da un BEC che emette il fascio atomico, rendendo il raggio più intenso e conferendogli energia.

## Applicazioni
I fasci atomici, come fascio incoerente di materia, vengono impiegati in applicazioni scientifiche e industriali: orologi atomici, industria dei chip, misura di costanti fisiche. Per i laser atomici, in quanto fascio coerente di materia, non è stato ancora definito bene un campo d'applicazione, in quanto tecnologia sperimentale; si pensa tuttavia che il suo uso sarà molteplice, come quello del laser ottico.